# Plaque d'immatriculation albanaise
 (août 2024).
Si vous disposez d'ouvrages ou d'articles de référence ou si vous connaissez des sites web de qualité traitant du thème abordé ici, merci de compléter l'article en donnant les références utiles à sa vérifiabilité et en les liant à la section « Notes et références ».
La plaque d'immatriculation albanaise comporte une bande bleue sur les deux côtés. La bande de gauche est ornée d'un aigle bicéphale de couleur blanche et mentionne, juste en dessous, le code international AL en caractères blancs. La bande de droite a un cercle blanc. 

## Nouveau format
Ce nouveau système a été instauré en 2011.
Le nouveau format de la plaque d'immatriculation, similaire aux modèles italiens et français est composé d'une combinaison de deux lettres, trois chiffres et deux lettres mais sans tirets entre ces éléments.

## Ancien format
L'ancien format était constitué d'une bande rouge sur le côté gauche ornée d'un aigle bicéphale, de couleur noire, et, juste en dessous, portait le code international AL en caractères blancs, des lettres, représentant le district, quatre chiffres et une autre lettre.

## Liste des districts (2011)

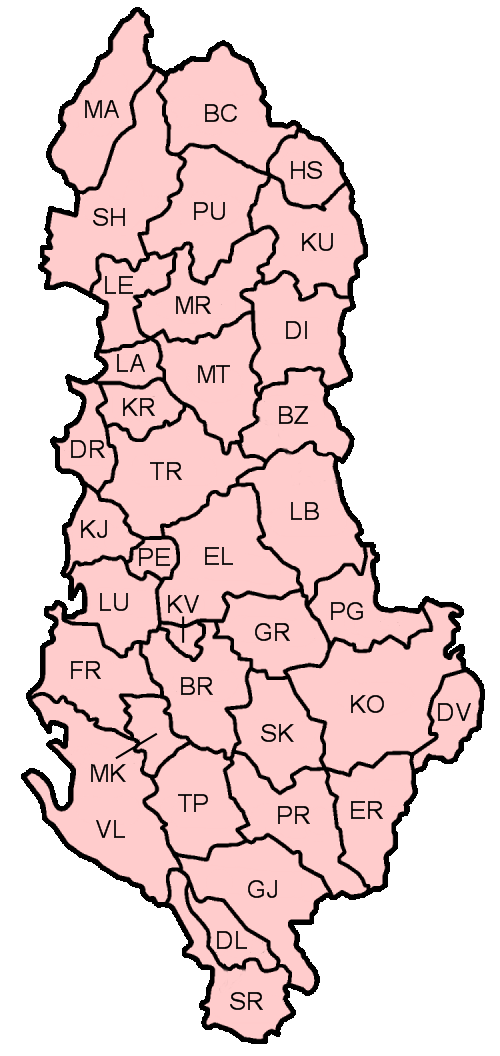

| - BC Tropojë (Barjam Curri) - BR Berat - BZ Bulqizë - DI Diber - DL Delvinë - DR Durrës - DV Devolli - EL Elbasan - ER Kolonjë (Ersekë) - FR Fier - GJ Gjirokastër - GR Gramsh | - HS Has haracina - KJ Kavajë - KO Korçë - KR Krujë - KU Kukës - KV Kuçovë - LA Laç - LB Librazhd - LE Lezhë - LU Lushnjë - MA Mallakastër - MR Mirditë | - MT Mat - PE Peqin - PG Pogradec - PR Permet - PU Pukë - SH Shkodër - SK Skrapar - SR Sarandë - TP Tepelenë - TR Tirana (Tiranë) - VL Vlora (Vlorë) |

## Galerie

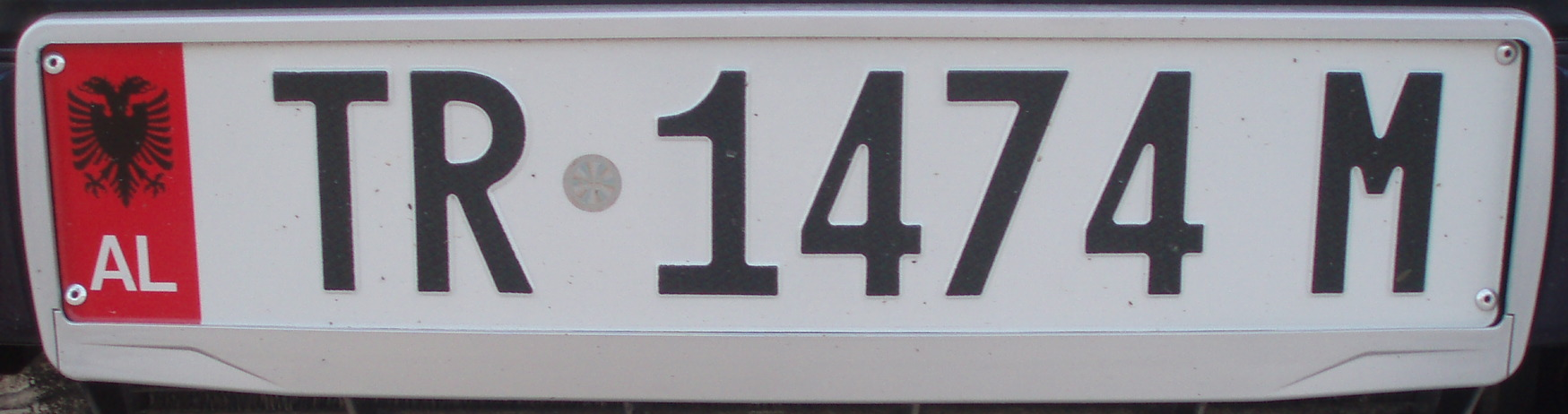
Plaque d'immatriculation de Tirana
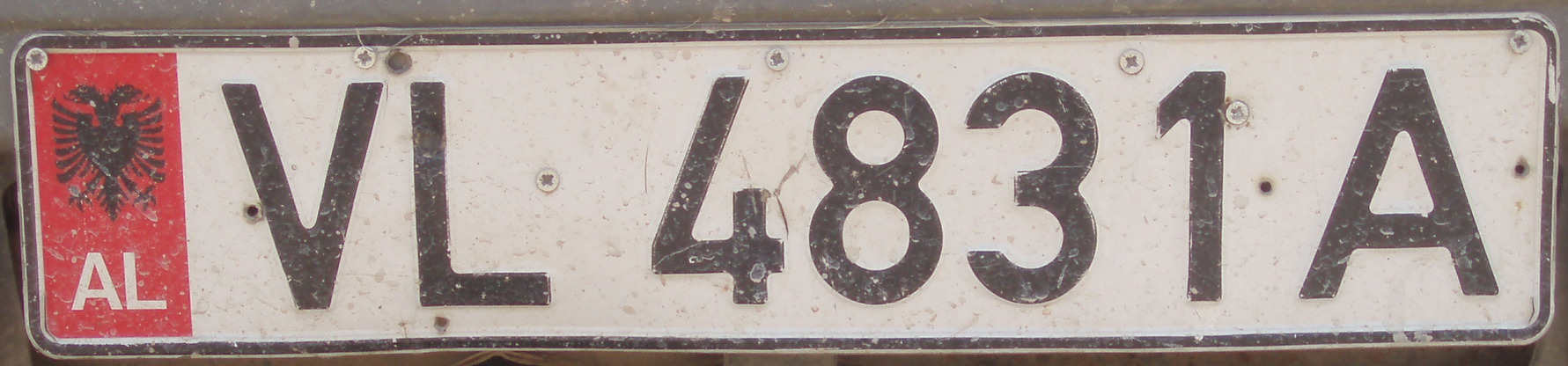
Plaque d'immatriculation de Vlora
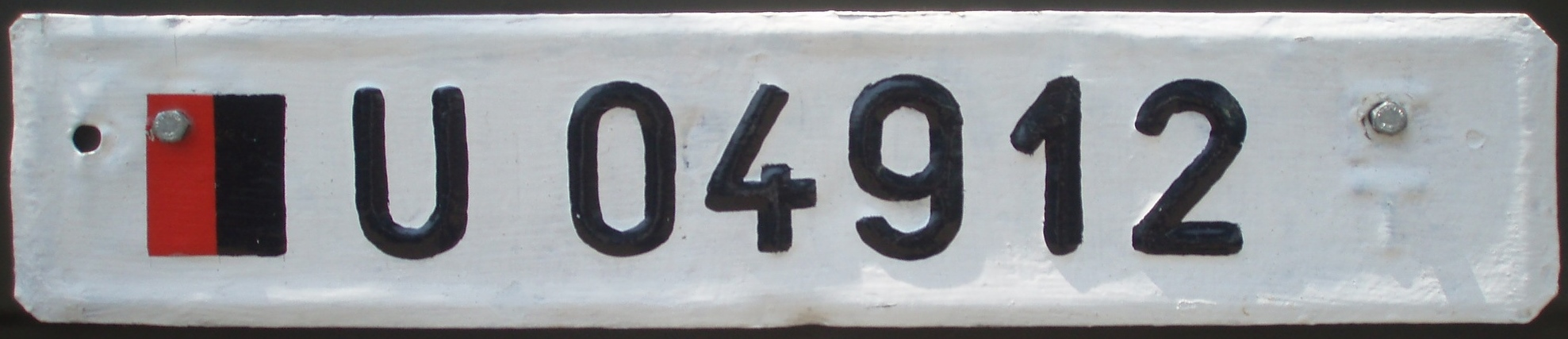
Plaque d'immatriculation militaire.
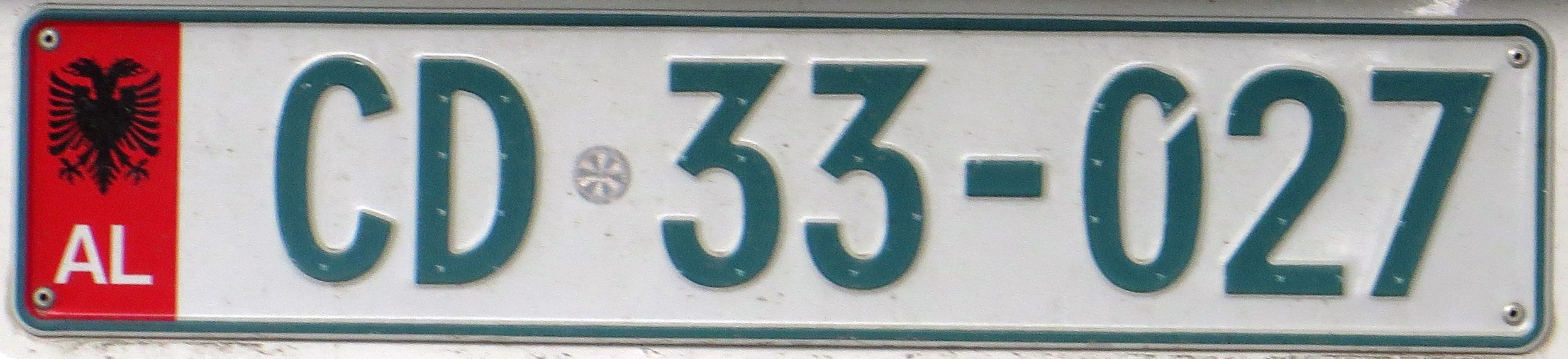
Ancien format de plaque diplomatiques.
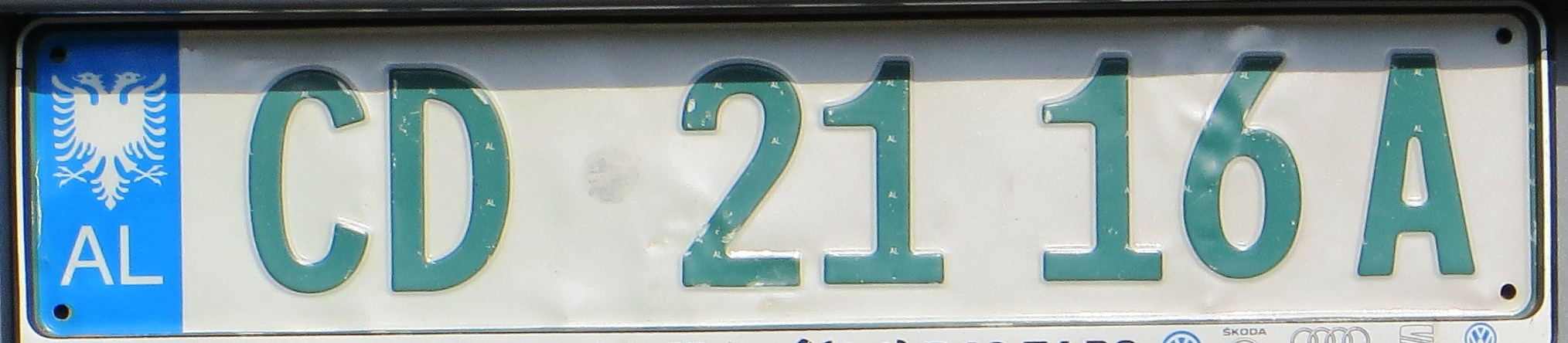
Nouveau format de plaques diplomatiques.
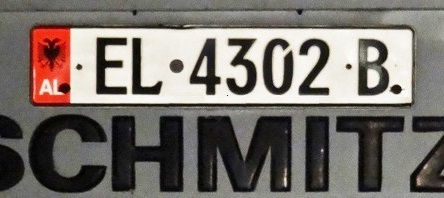
Plaque d'immatriculation d'Elbasan (EL).
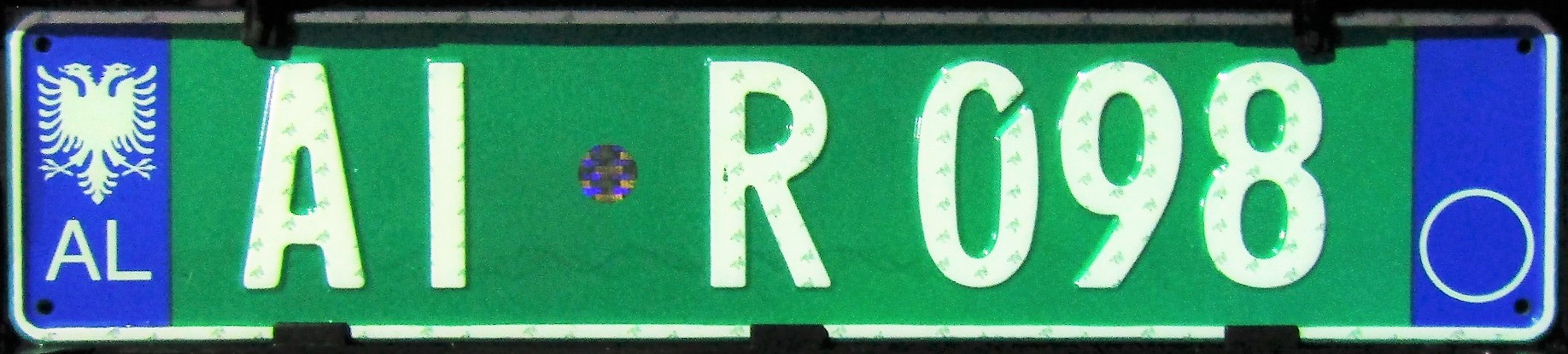
Nouveau format de plaques pour remorques.
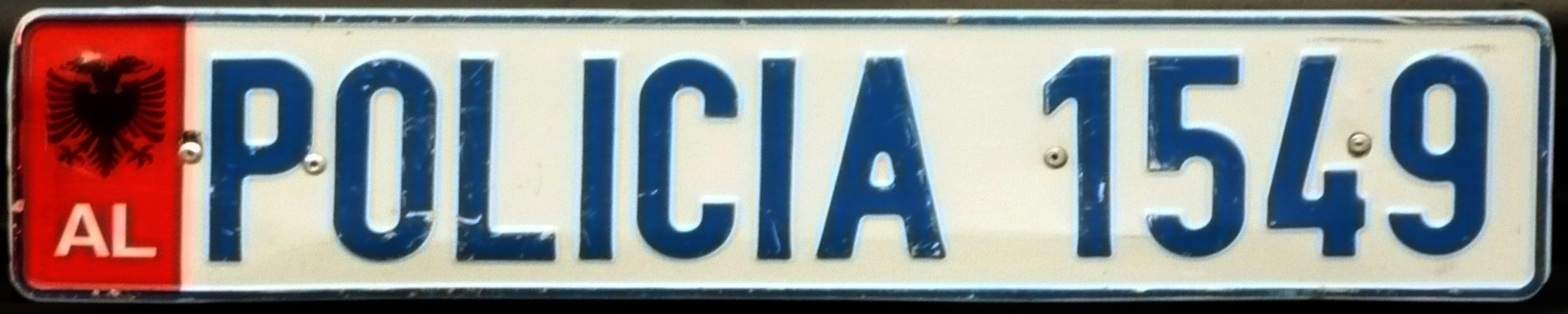
Ancien format de plaques de police.
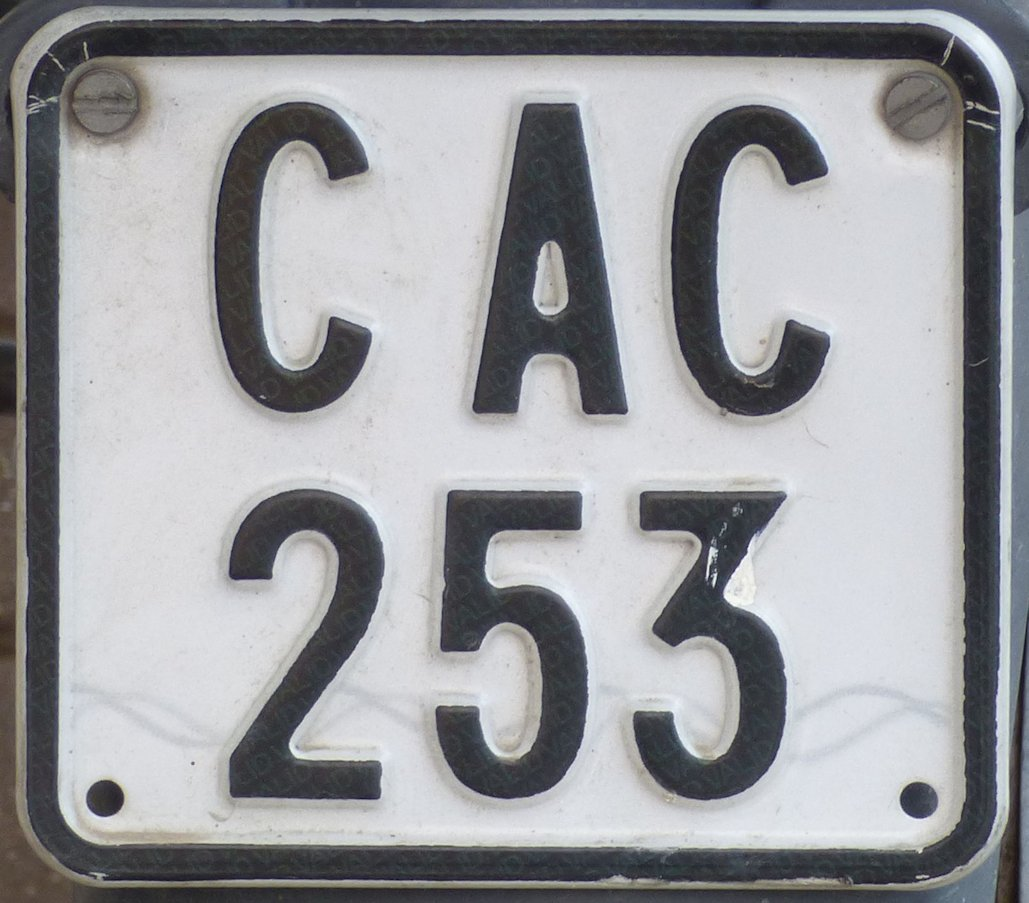
Plaque de mobylette.
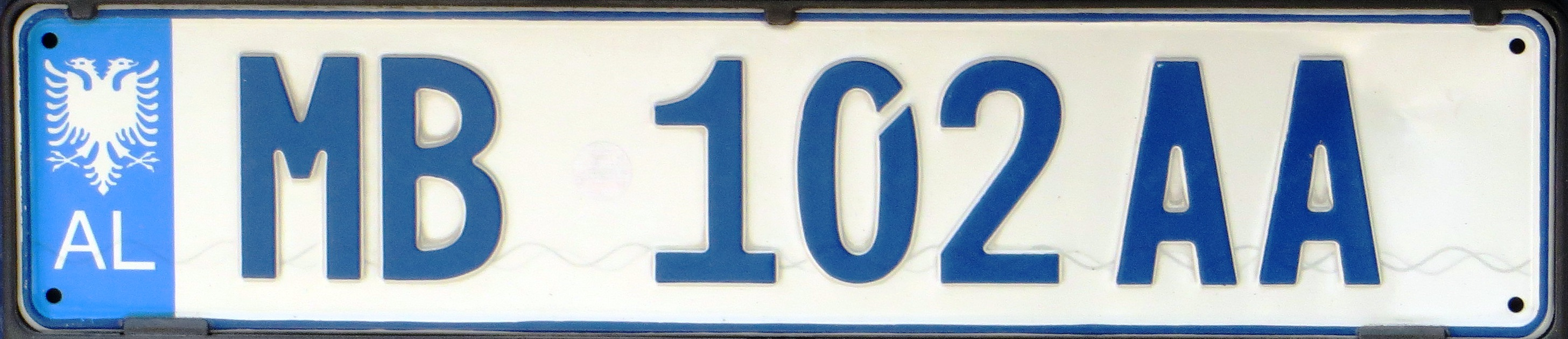
Nouveau format de plaques policières.
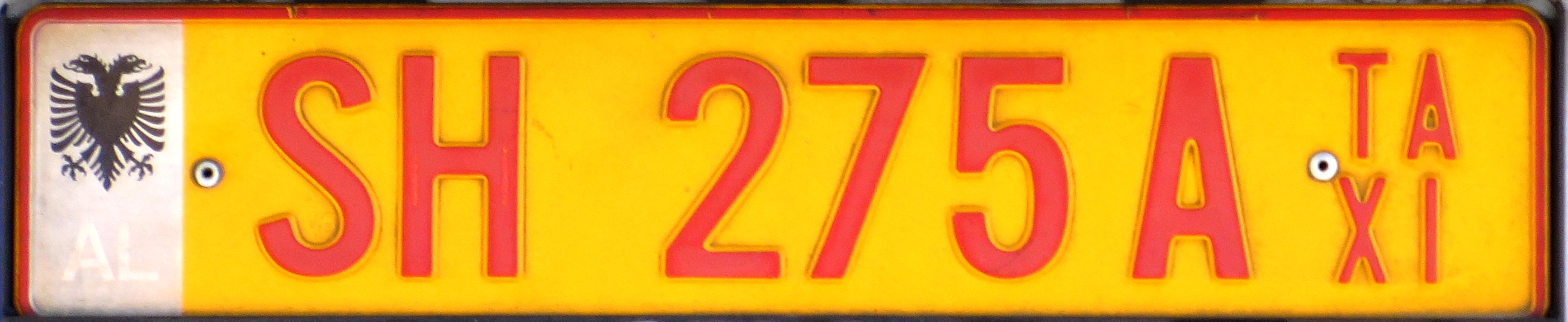
Plaque de taxi albanais.
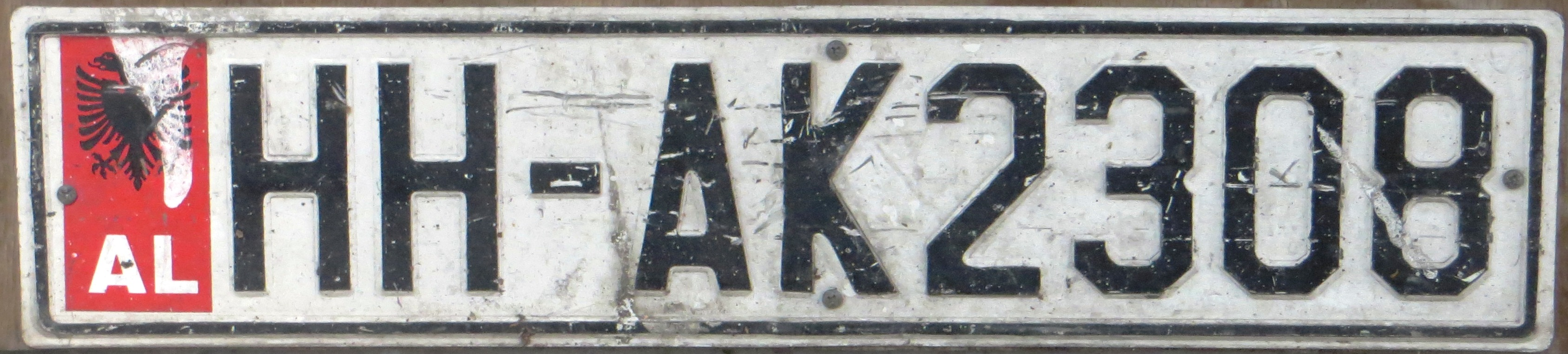
Format de plaques avant 1993.
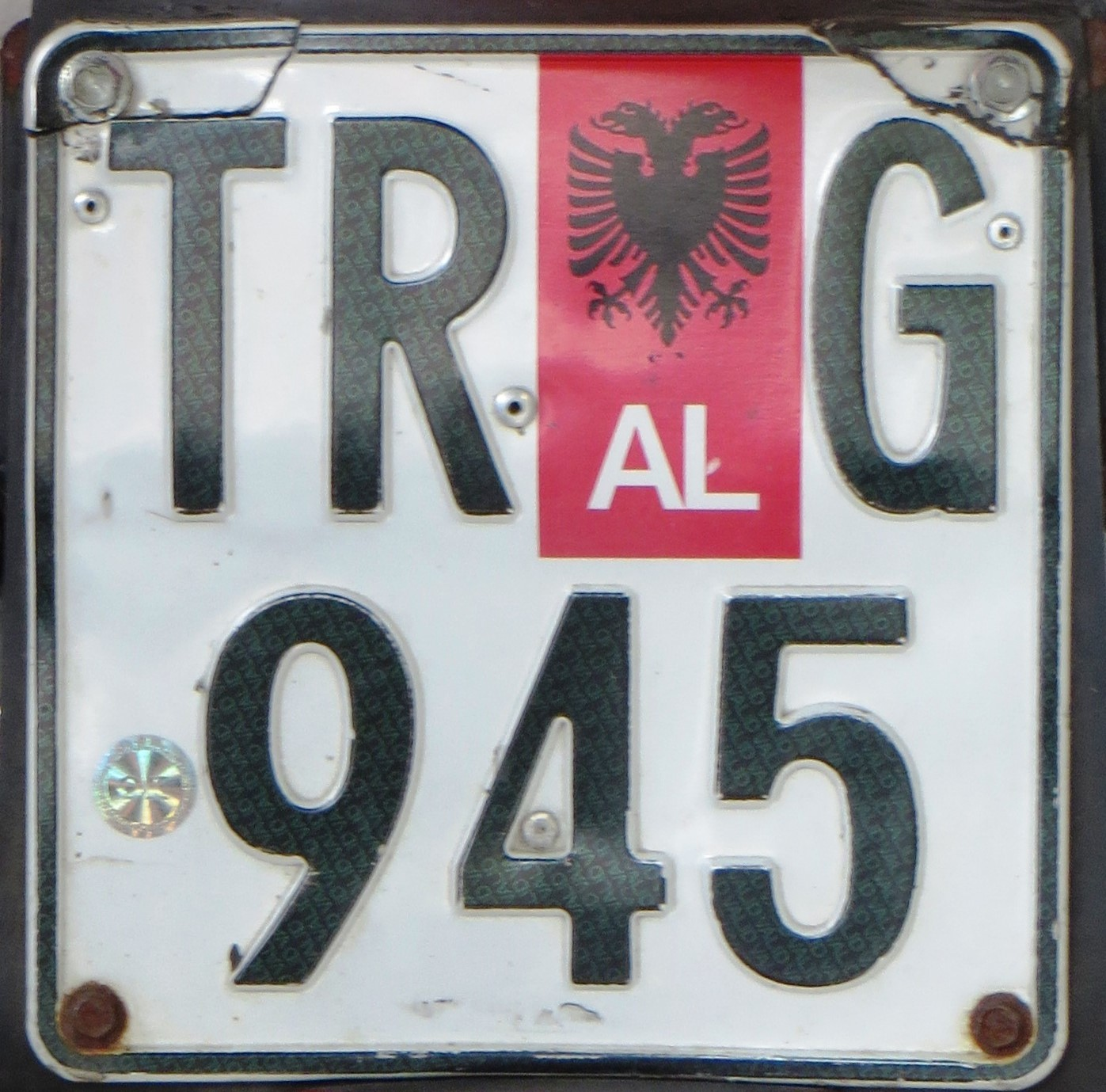
Ancien format de plaques pour motocycle.
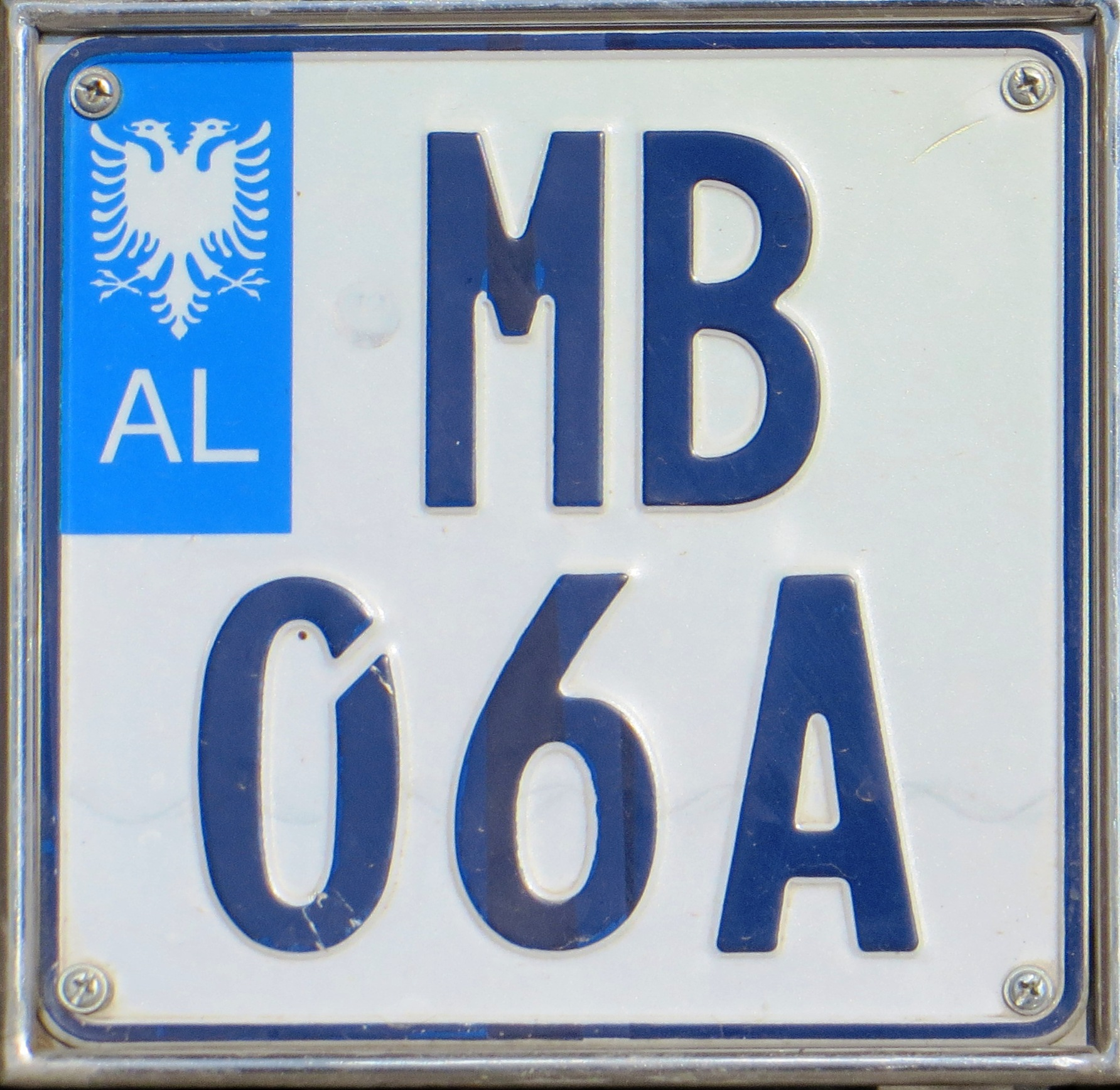
Nouveau format de plaques policières sur motocycle.
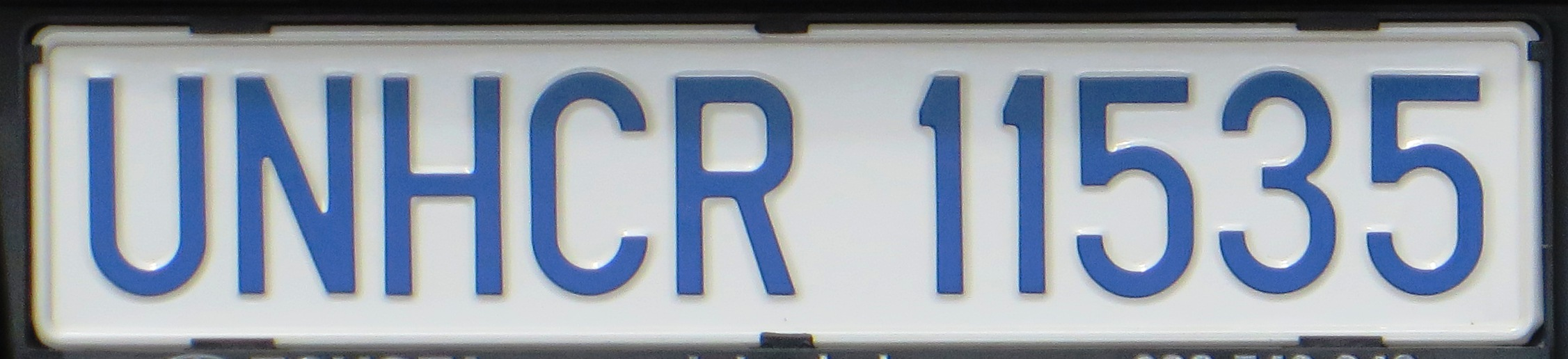
Plaque UNHCR.
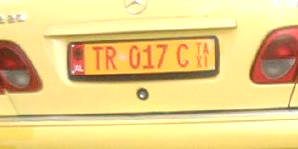
Ancien format de plaques pour taxis.